# Universitatea din Salamanca
Universitatea din Salamanca a fost înființată în 1134, fiind una dintre primele universități din lume. În 1218 a primit carta regală de înființare de la regele Alfonso al IX-lea al Leonului, devenind ulterior celebră în întreaga Europă ca un centru didactic excelent. A devenit, de asemenea, prima instituție de învățământ cu titlul formal de „Universitate”, titlu acordat de regele Alfonso al X-lea al Castiliei în 1254 și recunoscut de papa Alexandru al IV-lea în 1255.